# 松山航大
松山 航大（まつやま こうだい、3月8日 - ）は、長野放送 (NBS) のアナウンサー。

## 来歴
山口県下関市出身。幼少期に三宅正治（フジテレビアナウンサー）の競馬実況に憧れてアナウンサーを志す。明治学院大学在学時にはテレビ朝日アスクにも通っていた。
大学を卒業後、2014年4月に長野放送に入社。報道制作局制作部に配属され、同期の小宮山瑞季とともに同局のアナウンサーになる。
入社から半年後の2014年10月4日からは『土曜はこれダネッ!』の中継コーナーを担当。松山が担当したこの番組の企画映像がFNSアナウンス大賞に出品され、担当コーナーが変わる直前の2018年3月に行われた表彰式で番組部門ブロック賞を受賞した。同年10月からは、『週刊ながのスポーツ!』のMCを4年半にわたって務めた。

## 人物
趣味はスポーツ観戦。特技は楽器演奏。座右の銘は「奇跡を待つより捨て身の努力」。
高校時代には生徒会長を務めていた。大学時代には「松山ラジオ」という自作ラジオ番組を制作していた。長野放送への入社後にはYouTubeに「プロジェクト長野坂01」なるチャンネルを開設し、日向坂46のミュージック・ビデオを松山自らによるダンスや構図などで再現する動画を投稿していた。

## 担当番組
- 土曜はこれダネッ!（2014年10月4日 - 2019年9月28日）
- NBS月曜スペシャル（2014年10月 - 2015年3月） - リポーター、ナレーター（不定期）
- NBSフォーカス∞信州（2015年4月 - ） - リポーター、ナレーター（不定期）
- 週刊ながのスポーツ!（2018年10月6日 - 2023年3月25日） - MC
- ふるさとライブ（2019年10月3日 - ） - MC
- 長野のスゴイ家（2021年4月11日 - 2022年3月20日） - ナレーター
- い〜の!レイクリゾート（2023年3月 - ）- ナレーター
- タメルくんとマモリちゃん（2023年10月8日 - ） - 声の出演
- スポーツ中継（サッカー、バレーボール、駅伝[10]）